# ارزهان توکتایف
ارزهان توکتایف (قرقیزی: Эржан Токотаев؛ زادهٔ ۱۷ ژوئیهٔ ۲۰۰۰) بازیکن فوتبال اهل قرقیزستان است.
از باشگاه‌هایی که در آن بازی کرده‌است می‌توان به باشگاه فوتبال کاسپی اشاره کرد.
وی همچنین در تیم ملی فوتبال قرقیزستان بازی کرده‌است.